# Série Amarela
Série Amarela foi uma grande série com o tema crimes, mistério, policiais e horror, lançada em 1931 pela editora Livraria do Globo .
Tinha entre seus tradutores Walter Heckmann e lançava vários livros por mês  .
A série se iniciou com O Círculo Vermelho, de Edgar Wallace, chegando a atingir 158 títulos. Um fato inusitado, tido como o maior mistério da coleção, foi, na numeração da série, sem explicações, saltado o volume que seria o de número 125. 
A coleção teve o mérito de ter lançado no Brasil autores como Agatha Christie, Sax Rohmer (criador de Fu Manchu), Georges Simenon e William Irish.
A lista de títulos é:
| Nº  | Autor                                         | Título                                          | Título original                                                                  | Tradutor                                  | Lançamento | páginas |
| --- | --------------------------------------------- | ----------------------------------------------- | -------------------------------------------------------------------------------- | ----------------------------------------- | ---------- | ------- |
| 01  | Edgar Wallace                                 | O círculo vermelho                              | The crimson circle                                                               | Darcy Azambuja                            | 1931       | 223     |
| 02  | Edgar Wallace                                 | A porta das sete chaves                         | The door with seven locks                                                        | Pedro Bruno Dischinger                    | 1931       | 182     |
| 03  | Edgar Wallace                                 | O sineiro                                       | The ringer                                                                       | Erico Verissimo                           | 1931       | 177     |
| 04  | Edgar Wallace                                 | O bando terrível                                | The terrible people                                                              | A. Duprat                                 | 1931       | 195     |
| 05  | A. E. W. Mason                                | O prisioneiro da Opala                          | The prisoner in the opal                                                         | F. Marques Guimarães                      | 1931       | 324     |
| 06  | Edgar Wallace                                 | O homem sinistro                                | The sinister man                                                                 | Érico Verissimo                           | 1931       | 155     |
| 07  | Louis Wilton                                  | A aranha branca                                 | The white spider                                                                 | Walter Heckmann                           | 1931       | 274     |
| 08  | S. S. Van Dine                                | A série sangrenta                               | The Greene Murder Case                                                           | [[Marina Guaspari]                        | 1932       | 258     |
| 9   | Edgar Wallace                                 | O anjo do terror                                | The angel of terror                                                              | Marina Guaspari                           | 1932       | 144     |
| 10  | Louis Wilton                                  | A rainha da noite                               | Die Königin der Nacht                                                            | Cristovam L. Paledzki                     | 1932       | 276     |
| 11  | Mary R. Rinehart                              | O mistério da escada circular                   | The circular staircase                                                           | Erico Veríssimo                           | 1932       | 292     |
| 12  | Edgar Wallace                                 | O abade negro                                   | The black abbot                                                                  | Suzana Burtin-Vinholes                    | 1932       | 181     |
| 13  | Phillips E. Oppenheim                         | Um crime em Glenlitten                          | The Glenlitten Murder                                                            | Pepita de Leão                            | 1932       | 282     |
| 14  | S. S. Van Dine                                | O crime da canária                              | The Canary Murder Case                                                           | Darcy Azambuja                            | 1932       | 242     |
| 15  | Louis Wilton                                  | O tapete da morte                               | Der Teppich des Grauens                                                          | Pedro Bruno Deschinger                    | 1932       | 232     |
| 16  | Austin R. Freeman                             | O mistério D'Arblay                             | The D'Arblay Mystery                                                             | N/C                                       | 1932       | 270     |
| 17  | Sax Rohmer                                    | A mão de Fu-Manchu                              | The Hand of Manchu                                                               | Leonel Vallandro                          | 1932       | 286     |
| 18  | Sax Rohmer                                    | A garra amarela                                 | The Yellow Claw                                                                  | J. de Souza                               | 1932       | 320     |
| 19  | Edgar Wallace                                 | A estranha condessa                             | The stranger countess                                                            | Carmen Annes Dias                         | 193        | 186     |
| 20  | S. S. Van Dine                                | O caso Benson                                   | The Benson Murder case                                                           | Pepita de Leão                            | 1932       | 320     |
| 21  | Sax Rohmer                                    | Língua de fogo                                  | Fire Tongue                                                                      | Orlando Maia                              | 1932       | 278     |
| 22  | Edgar Wallace                                 | O fantasma verde                                | The Green Archer                                                                 | Marieta Silva                             | 1932       | 307     |
| 23  | J. S. Fletcher                                | O mistério Mazaroff                             | The Mazaroff Murder                                                              | Cacy Cordovil                             | 1933       | 282     |
| 24  | Edgar Wallace                                 | Na pista do alfinete novo                       | The clue of the new pin                                                          | Erico Verissimo                           | 1933       | 168     |
| 25  | Sax Rohmer                                    | O escorpião de ouro                             | The Golden Scorpion                                                              | Pedro Nunes                               | 1933       | 290     |
| 26  | Austin R. Freeman                             | O incrível Dr. Thorndyke                        | A Certain Dr. Thorndyke                                                          | Lourival Cunha                            | 1933       | 292     |
| 27  | Agatha Christie                               | O trem azul                                     | The Mistery of the Blue Train                                                    | J. de Souza                               | 1933       | 282     |
| 28  | Freeman Wills Crofts                          | O sindicato Pit-Prop                            | The Pit-Prop Syndicate                                                           | Lourival Cunha                            | 1933       | 333     |
| 29  | Agatha Christie                               | O assassinato de Roger Ackroyd                  | The murder of Roger Ackroyd                                                      | Heitor Berutti                            | 1933       | 152     |
| 30  | Austin R. Freeman                             | Como um ladrão à noite                          | As a Thief in the Night                                                          | Pedro Bruno Dischinger                    | 1934       | 276     |
| 31  | Freeman Wills Crofts                          | O caso Ponson                                   | The Ponson case                                                                  | Carmen de R. Annes Dias                   | 1934       | 312     |
| 32  | S. S. Van Dine                                | O bispo preto                                   | The Bishop Murder Case                                                           | Peri Pinto Diniz                          | 1934       | 296     |
| 33  | Mary R. Rinehart                              | O homem do leito no. 10                         | The Man in Lower Ten                                                             | Lourival Cunha                            | 1934       | 316     |
| 34  | Edgar Wallace                                 | A morte mora em Chicago                         | On the Spot: Violence and Murder in Chicago                                      | Erico Verissimo                           | 1934       | 277     |
| 35  | J. S. Fletcher                                | O mistério de Markenmore                        | The Markenmore Mystery                                                           | Sonja Campani                             | 1934       | 274     |
| 36  | Sax Rohmer                                    | A filha de Fu-Manchu                            | Daughter of Fu Manchu                                                            | Erico Verissimo                           | 1935       | 278     |
| 37  | Alessandro Varaldo                            | O sete belo                                     | Il sette bello                                                                   | Luiz Estrella                             | 1935       | 328     |
| 38  | Edgar Wallace                                 | Gangsters                                       | When The Gangs Came to London                                                    | J. de Souza                               | 1935       | 264     |
| 39  | Louis Wilton                                  | As panteras                                     | Die Panther                                                                      | Walter Heckmann                           | 1935       | 278     |
| 40  | Agatha Christie                               | A casa perdida                                  | Peril at End House                                                               | Pepita de Leão                            | 1935       | 222     |
| 41  | Edgar Wallace                                 | A cobra amarela                                 | The Yellow Snake                                                                 | Erico Verissimo                           | 1936       | 255     |
| 42  | Sax Rohmer                                    | O imperador da América                          | The Emperor of America                                                           | Pepita de Leão                            | 1936       | 302     |
| 43  | Louis Wilton                                  | O sinal fatídico                                | Der Drudenfuss                                                                   | N/C                                       | 1936       | 315     |
| 44  | Freeman Wills Crofts                          | O mistério de Groote Park                       | The Groote Park Murder                                                           | Leonel Vallandro                          | 1936       | 292     |
| 45  | Sydney Horler                                 | O pior homem do mundo                           | The Worst Man in the World                                                       | J. de Souza                               | 1936       | 258     |
| 46  | J. S. Fletcher                                | O vaso chinês                                   | The Kang-He Vase                                                                 | Suzanne Burtin-Vinholes                   | 1936       | 290     |
| 47  | Mignon Eberhart                               | O crime dum aristocrata                         | Murder By An Aristocrat                                                          | Suzanne Burtin-Vinholes                   | 1936       | 267     |
| 48  | Edgar Wallace                                 | Os três homens justos                           | Three Justmen                                                                    | Leonel Vallandro                          | 1936       | 284     |
| 49  | Sydney Horler                                 | A Srta. Mistério                                | Miss Mystery                                                                     | Leonel Vallandro                          | 1937       | 262     |
| 50  | Sax Rohmer                                    | O espectro da cara cinzenta                     | Grey Face                                                                        | Heitor Almada                             | 1937       | 280     |
| 51  | Phillips E. Oppenheim                         | As joias dos Ostrekoff                          | The Ostrekoff Jewels                                                             | Lilia Guaspari                            | 1937       | 323     |
| 52  | Edgar Wallace                                 | O homem que não era ninguém                     | The Man who was Nobody                                                           | “Gilberto Miranda” []                     | 1937       | 216     |
| 53  | William Le Queux                              | Garra de cristal                                | The Crystal Claw                                                                 | Suzanne Burtin-Vinholes                   | 1937       | 214     |
| 54  | Sax Rohmer                                    | Asa de morcego                                  | Bat's Wing                                                                       | Carmen de Revoredo Annes Dias             | 1937       | 282     |
| 55  | Carolyn Wells                                 | Os três punhais                                 | The Doorstep Murders                                                             | Silvia Guaspari                           | 1938       | 182     |
| 56  | Edgar Wallace                                 | O aventureiro                                   | The Bringand                                                                     | Ernestina Black                           | 1937       | 247     |
| 57  | Edgar Wallace                                 | A esmeralda quadrada                            | The square emerald                                                               | “Gilberto Miranda”[]                      | 1937       | 235     |
| 58  | Freeman Wills Crofts                          | A carga macabra                                 | The cask                                                                         | “Gilberto Miranda” []                     | 1938       | 300     |
| 59  | Alessandro Varaldo                            | A gata persa                                    | La Gatta Persiana                                                                | Mario Quintana                            | 1938       | 240     |
| 60  | Edgar Wallace                                 | O caso da dama apavorada                        | The Frightened Lady Case                                                         | Leonel Vallandro                          | 1938       | 240     |
| 61  | Phillips E. Oppenheim                         | O segredo de Martin Hews                        | The Pleasure House of Martin Hews                                                | “Gilberto Miranda" []                     | 1938       | 288     |
| 62  | Freeman Wills Crofts                          | Morte repentina                                 | Sudden death                                                                     | Arno Von Muhlen                           | 1938       | 264     |
| 63  | Edgar Wallace                                 | A inteligência de Mr. Reeder                    | The Mind of Mr. Reeder                                                           | “Gilberto Miranda” []                     | 1939       | 245     |
| 64  | J. S. Fletcher                                | Um cadáver no jardim                            | The Cartwright Gardens Murder                                                    | Justino Martins                           | 1939       | 227     |
| 65  | Edgar Wallace                                 | A volta do sineiro                              | Again The Ringer                                                                 | Lilia Guaspari                            | 1938       | 210     |
| 66  | Sax Rohmer                                    | A mão decepada                                  | The Quest of The sacred Slipper                                                  | Lídia Brockmann                           | 1938       | 200     |
| 67  | Edgar Wallace                                 | A fita verde                                    | The Green Ribbon                                                                 | Silvia Guaspari                           | 1938       | 176     |
| 68  | Agatha Christie                               | As quatro potências do mal                      | The Big Four                                                                     | Marina Guaspari                           | 1939       | 238     |
| 69  | Edgar Wallace                                 | O mistério do "Polyantha"                       | Penelope of the Polyantha                                                        | Lília Guaspari                            | 1938       | 216     |
| 70  | Sax Rohmer                                    | Sombras amarelas                                | Yellow Shadows                                                                   | Leonel Vallandro                          | 1938       | 246     |
| 71  | Edgar Wallace                                 | Máscara branca                                  | White face                                                                       | Silvia Guaspari                           | 1939       | 220     |
| 72  | Sydney Horler                                 | Vivanti                                         | Vivanti                                                                          | Lilia Guaspari                            | 1938       | 205     |
| 73  | Edgar Wallace                                 | Os quatro homens justos                         | The Four Just Men                                                                | Radagasio Taborda                         | 1939       | 178     |
| 74  | Sax Rohmer                                    | Tóxico! - o tráfico de entorpecentes em Londres | Dope                                                                             | Juvenal Jacinto                           | 1939       | 322     |
| 75  | Edgar Wallace                                 | A esquadra volante                              | The flying squad                                                                 | "Gilberto Miranda”                        | 1942       | 156     |
| 76  | Agatha Christie                               | Um crime no expresso do Oriente                 | Murder on The Orient Express                                                     | Silvia Guaspari                           | 1940       | 194     |
| 77  | Edgar Wallace                                 | O terror                                        | The Day of Uniting                                                               | Antônio Barata                            | 1940       | 112     |
| 78  | Frank L. Packard                              | As aventuras de Jimmie Dale                     | The Adventures of Jimmie Dale                                                    | Leonel Vallandro                          | 1939       | 297     |
| 79  | Edgar Wallace                                 | Trapaceiros em alto mar                         | The Steward                                                                      | Marques Rebello                           | 1940       | 220     |
| 80  | Sydney Horler                                 | A casa dos segredos                             | The House of Secrets                                                             | Fay de Azevedo                            | 1940       | 219     |
| 81  | Edgar Wallace                                 | A volta dos 3 homens justos                     | Again the Three Just Men ou The Law of the Three Just Men                        | Liberato Soares Pinto                     | 1940       | 205     |
| 82  | Frank L. Packard                              | As novas proezas de Jimmie Dale                 | The Further Adventures of Jimmie Dale                                            | Aydano do Couto Ferraz                    | 1940       | 182     |
| 83  | Edgar Wallace                                 | A pista da vela dobrada                         | The Clue of The Twisted Candle                                                   | Cristovam Paledzky                        | 1939       | 267     |
| 84  | Edgar Wallace                                 | Os olhos velados de Londres                     | The Dark Eyes of London                                                          | Lourival Cunha                            | 1939       | 250     |
| 85  | Edgar Wallace                                 | O caso do delator                               | The squeaker                                                                     | Luiz Estrella                             | 1940       | 226     |
| 86  | Sax Rohmer                                    | Quando a morte ri                               | Yu'an Hee See Laughs                                                             | Isaac Soares                              | 1942       | 228     |
| 87  | Edgar Wallace                                 | O hotel do terror                               | The Man at the Carlton                                                           | Luiza Ferreira                            | 1940       | 238     |
| 88  | Frank L. Packard                              | Jimmie Dale e o fantasma                        | Jimmie Dale and the Phantom Clue                                                 | Homero de Castro Jobim                    | 1942       | 241     |
| 89  | Edgar Wallace                                 | Os ases vermelhos                               | Red Aces                                                                         | Pepita de Leão                            | 1941       | 234     |
| 90  | [J. S. Fletcher]]                             | Os diamantes fatais                             | pode ser The Orange-Yellow Diamond de 1920 ou The Million Dollar Diamond de 1923 | Hamilcar de Garcia                        | 1943       | 254     |
| 91  | Edgar Wallace                                 | Sanders da África                               | Again Sanders                                                                    | Mario Quintana                            | 1940       | 214     |
| 92  | Freeman Wills Crofts                          | A tragédia de Starvel                           | Inspector French and the Starvel Tragedy                                         | Marques Rebello                           | 1940       | 305     |
| 93  | Sydney Horler                                 | Coração negro                                   | The Black Heart                                                                  | Dias da Costa                             | 1941       | 248     |
| 94  | Nancy Barr Mavity                             | O homem que não temia a forca                   | The Man Who Didn't Mind Hanging                                                  | Carlos Casanovas                          | 1942       | 252     |
| 95  | Edgar Wallace                                 | A lei dos 4 homens justos                       | The Law of the Four Just Men                                                     | Leonel Vallandro                          | 1940       | 101     |
| 96  | Sydney Horler                                 | A volta de Vivanti                              |                                                                                  | Marques Rebello                           | 1942       | 288     |
| 97  | Walther Schultz                               | O luar assassino/ O caso de Dagmar Michaelis    | [autor brasileiro]                                                               | [brasileiro]                              | 1941       | 216     |
| 98  | Sintair & Steeman                             | A 13ª pancada da meia-noite                     | Avis sur le treizième coup de minuit                                             | Dorval Serrano                            | 1941       | 277     |
| 99  | Mignon Eberhart                               | O crime do hospital                             | While The Patient Slept                                                          | N/C                                       | 1941       | 220     |
| 100 | E. C. Bentley                                 | O último caso de Trent                          | Trent's last case                                                                | Hamilcar de Garcia                        | 1943       | 264     |
| 101 | Agatha Christie                               | O caso dos dez negrinhos                        | And Then There Were None ou Ten little nigers                                    | Leonel Vallandro                          | 1942       | 220     |
| 102 | Patrick Quentin                               | Um enigma para doidos                           | A Puzzle for Fools                                                               | Hamilcar de Garcia                        | 1943       | 228     |
| 103 | Sapper pseudônimo de Herman Cyril McNeile     | Knock-Out                                       | Knock-Out                                                                        | Isaac Soares                              | 1943       | 238     |
| 104 | Clifford Knight                               | O caranguejo escarlate                          | The affair of the scarlet crab                                                   | Hamilcar de Garcia                        | 1943       | 256     |
| 105 | Agatha Christie                               | A morte no Nilo                                 | Death on the Nile                                                                | Ligia Junqueira Smith                     | 1944       | 266     |
| 106 | Freeman Wills Crofts                          | O grande caso de French                         | Inspector French's Greatest Case                                                 | Idalina Peçanha Dias                      | 1943       | 253     |
| 107 | Van Wyck Mason                                | A morte dança na Rumânia                        | The Bucharest Ballerina Murders                                                  | Hamilcar de Garcia                        | 1943       | 256     |
| 108 | Nancy Barr Mavity                             | O caso das sandálias perdidas                   | The Case of the Missing Sandals.                                                 | T. de Ernani Seabra                       | 1944       | 264     |
| 109 | Erle Stanley Gardner                          | O caso das garras de veludo                     | The Case of the Velvet Claws                                                     | Hamilcar de Garcia                        | 1943       | 236     |
| 110 | Ellery Queen                                  | O mistério dos fósforos queimados               | Harfway House                                                                    | Wilson Velloso                            | 1945       | 252     |
| 111 | Erle Stanley Gardner                          | O caso da jovem arisca                          | The Case of the Sulky Girl                                                       | Marcello de Andrade                       | 1944       | 266     |
| 112 | Isabel Briggs Myers                           | A morte se faz anunciar                         | Murder Yet to Come                                                               | Wilson Velloso                            | 1944       | 248     |
| 113 | Erle Stanley Gardner                          | O caso das pernas de sorte                      | The Case Of The Lucky Legs                                                       | Leonel Vallandro                          | 1943       | 262     |
| 114 | Carter Dickson                                | Os crimes da viúva vermelha                     | The red widow murders                                                            | Wilson Velloso                            | 1944       | 226     |
| 115 | Erle Stanley Gardner                          | O caso do cão uivador                           | The Case of the Howling Dog                                                      | Sonia Guimarães                           | 1944       | 216     |
| 116 | Ellery Queen                                  | Um crime de encomenda                           | Calamity Town                                                                    | Lino Vallandro                            | 1944       | 250     |
| 117 | Erle Stanley Gardner                          | O caso da noiva curiosa                         | The Case of the Curious Bride                                                    | Marcello de Andrade                       | 1943       | 244     |
| 118 | Carter Dickson                                | A polícia é convidada                           | '                                                                                | Eunice Catunda                            | 1944       | 246     |
| 119 | Erle Stanley Gardner                          | O caso do olho de vidro                         | The Case of the Counterfeit Eye                                                  | Lino Vallandro                            | 1945       | 215     |
| 120 | Agatha Christie                               | Os cinco porquinhos                             | Five Little Pigs                                                                 | Edson Ferreira Santos                     | 1945       | 238     |
| 121 | Erle Stanley Gardner                          | O caso do gato do porteiro                      | The Case of the Caretaker's Cat                                                  | Carlos Vidal de Oliveira                  | 1944       | 216     |
| 122 | William Irish, pseudônimo de Cornell Woolrich | A mulher fantasma                               | Phantom Lady                                                                     | Wilson Veloso                             | 1944       | 224     |
| 123 | Erle Stanley Gardner                          | O caso da sobrinha do sonâmbulo                 | The Case of the Sleepwalker Niece                                                | Afrânio Zucoloto                          | 1942       | 206     |
| 124 | Dashiell Hammett                              | Estranha maldição                               | The Dain Curse                                                                   | Wilson Velloso                            | 1946       | 260     |
| 125 | Inexistente                                   | Inexistente                                     | prejudicado                                                                      | prejudicado                               | prejud.    |         |
| 126 | Dashiell Hammett                              | Safra vermelha                                  | Red Harvest                                                                      | Lino Vallandro                            | 1946       | 268     |
| 127 | Ellery Queen                                  | O diabo que resolva                             |                                                                                  | Cecília Whately                           | 1947       | 230     |
| 128 | Dashiell Hammett                              | O falcão maltês                                 | The Maltese Falcon                                                               | Candida Villalva                          | 1945       | 250     |
| 129 | Ellery Queen                                  | O mistério do sapato holandês                   | The Dutch Shoe Mystery                                                           | Lino Vallandro                            | 1947       | 249     |
| 130 | Dashiell Hammett                              | A chave de vidro                                | The Glass Key                                                                    | Silvia Mendes Cajado                      | 1945       | 243     |
| 131 | William Irish, pseudônimo de Cornell Woolrich | Prisioneiros da madrugada                       |                                                                                  | Adelaide Silveira                         | 1947       | 220     |
| 132 | Ellery Queen                                  | O mistério da tangerina                         | The chinese orange mistery                                                       | James Amado                               | 1948       | 220     |
| 133 | Elliot Paul                                   | O Louvre em polvorosa                           | Hugger-mugger in the Louvre                                                      | Clementino de Alencar                     | 1947       | 236     |
| 134 | Ellery Queen                                  | O mistério do ataúde grego                      | The Greek Coffin Mystery                                                         | Lino Vallandro                            | 1947       | 257     |
| 135 | Elliot Paul                                   | Homicídio em si bemol                           | Mayhem in B-Flat                                                                 | Homero de Castro Jobim                    | 1948       | 224     |
| 136 | Ellery Queen                                  | A porta do meio                                 | The Door Between                                                                 | Wilson Velloso                            | 1949       | 230     |
| 137 | Agatha Christie                               | O segredo de Chimneys                           | The Secret of Chimneys                                                           | Faustino Armando                          | 1948       | 221     |
| 138 | Agatha Christie                               | O secreto adversário                            | The Secret Adversary                                                             | Isaac Soares                              | 1949       | 230     |
| 139 | Patrick Quentin                               | A morte e a donzela                             | Death and the Maiden                                                             | Faustino Armando                          | 1949       | 184     |
| 140 | Rex Stout                                     | A caixa vermelha                                | The red box                                                                      | Isaac Soares                              | 1950       | 328     |
| 141 | Edgar Wallace                                 | O círculo vermelho                              | The crimson circle                                                               | Darcy Azambuja [reed. v. 1]               | 1951       | 223     |
| 142 | James Hilton                                  | Tragédia no internato                           | Murder at School ou Was It Murder ?                                              | Lino Vallandro                            | 1951       | 140     |
| 143 | Kelley Roos                                   | Mortalha sob medida                             | If the shroud Fits                                                               | Faustino Armando e Isaac Soares           | 1951       | 154     |
| 144 | Agatha Christie                               | O homem da roupa marrom                         | The Man in the Brown Suit                                                        | Homero de Castro Jobim/“Gilberto Miranda” | 1951       | 172     |
| 145 | Edgar Wallace                                 | O bando terrível                                | The terrible people                                                              | A. Duprat [reed. v. 4]                    | 1951       | 195     |
| 146 | Agatha Christie                               | O assassinato de Roger Ackroyd                  | The murder of Roger Ackroyd                                                      | Heitor Berutti [reed. v. 29]              | 1951       | 152     |
| 147 | Fredric Brown                                 | O tio prodigioso                                | The fabulous clipjoint                                                           | Mario Quintana                            | 1951       | 136     |
| 148 | Ellery Queen                                  | A tragédia de X                                 | Tragedy of X                                                                     | “Gilberto Miranda”                        | 1951       | 137     |
| 149 | Ellery Queen                                  | O crime da raposa                               | The Murderer Is a Fox                                                            | Herbert Caro/Isaac Soares                 | 1952       | 164     |
| 150 | Dorothy Sayers                                | O crime exige propaganda                        | Murder Must Adevertise                                                           | Wilson Velloso                            | 1952       | 180     |
| 151 | Georges Simenon                               | A amiga de Madame Maigret                       | L'Amie de Madame Maigret                                                         | Vidal de Oliveira                         | 1952       | 150     |
| 152 | Edgar Wallace                                 | O homem sinistro                                | The sinister man                                                                 | Erico Verissimo [reed. v. 6]              | 1953       | 155     |
| 153 | Georges Simenon                               | Os fantasmas do chapeleiro                      | Les fantomes du chapelier                                                        | Mario Quintana                            | 1954       | 146     |
| 154 | Georges Simenon                               | A sombra chinesa                                | Maigret et l´ombre chinoise                                                      | Mario Quintan                             | 1954       |         |
| 155 | Edgar Wallace                                 | A porta das sete chaves                         | The door with seven locks                                                        | Pedro Bruno Dischinger [reed. v. 2]       | 1954       | 182     |
| 156 | Georges Simenon                               | Maigret e seu morto                             | Maigret et son mort                                                              | Vidal de Oliveira                         | 1956       | 157     |
| 157 | Edgar Wallace                                 | A pista do alfinete novo                        | The clue of the new pin                                                          | Erico Verissimo [reed. v. 24]             | 1956       | 168     |
| 158 | Georges Simenon                               | A estréia de Maigret                            | La première enquête de Maigret                                                   | Marcello Magalhães                        | 1956       | 142     |
| 159 | Agatha Christie                               | O caso dos dez negrinhos                        | And Then There Were None ou Ten little nigers                                    | Leonel vallandro (reed. v. 101)           | 1956       | 220     |